# Odéon de Domitien
L'odéon de Domitien (IIe siècle ap. J.-C.) est un petit théâtre couvert destiné aux spectacles musicaux, à l'imitation des odéons grecs. Situé sur le Champ de Mars, à Rome, il était étroitement rattaché au stade de Domitien.

## Historique
L'Odéon, situé immédiatement au sud du stade de Domitien, pouvait recevoir 10 000 spectateurs. S’y tenaient les concours d’éloquence, de poésie et de musique du Certamen Capitolinum, qui se déroulaient en l’honneur de Jupiter Capitolin, dieu protecteur de la ville.
L'Odéon fait partie d'un programme architectural initié par Domitien dans Rome, marque de l'évergétisme impérial caractéristique du Ier et du IIe siècle ap. J.-C., programme destiné aussi à effacer les traces de l'incendie de 80, qui avait ravagé pendant trois jours de nombreux monuments.
Il a été terminé ou restauré par Apollodore de Damas, pendant le règne de Trajan.

## Description
Aujourd’hui, la façade du Palazzo Massimo alle Colonne, fondée sur la cavea de l’édifice, conserve la forme arrondie du monument.
De l’époque antique, il ne reste visible qu'une colonne monolithe en marbre cipolin, sur la façade postérieure du palais. Cette unique colonne pouvait appartenir au décor architectural de la scène.

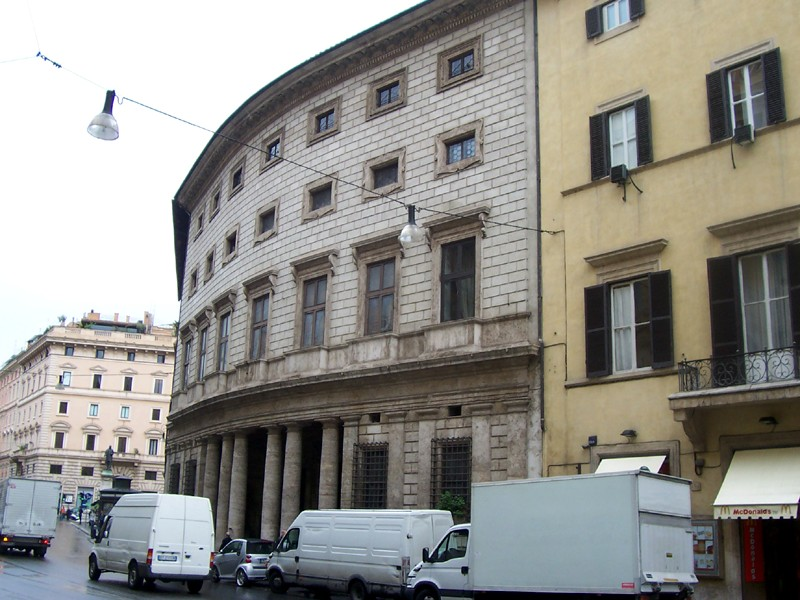
Façade du Palazzo Massimo alle Colonne, conservant la forme de l'Odéon.
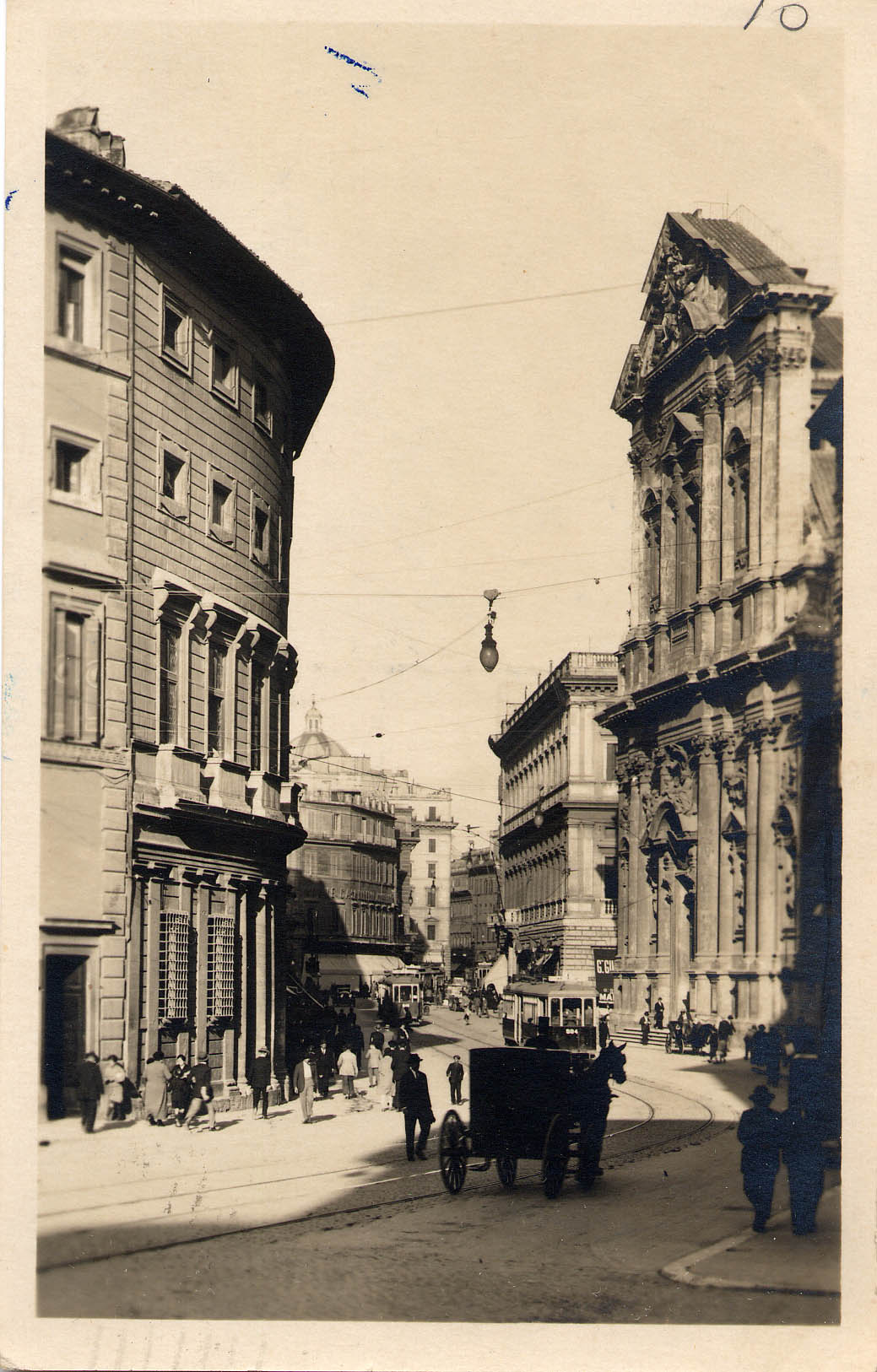
Le palais, à gauche, vers 1914.
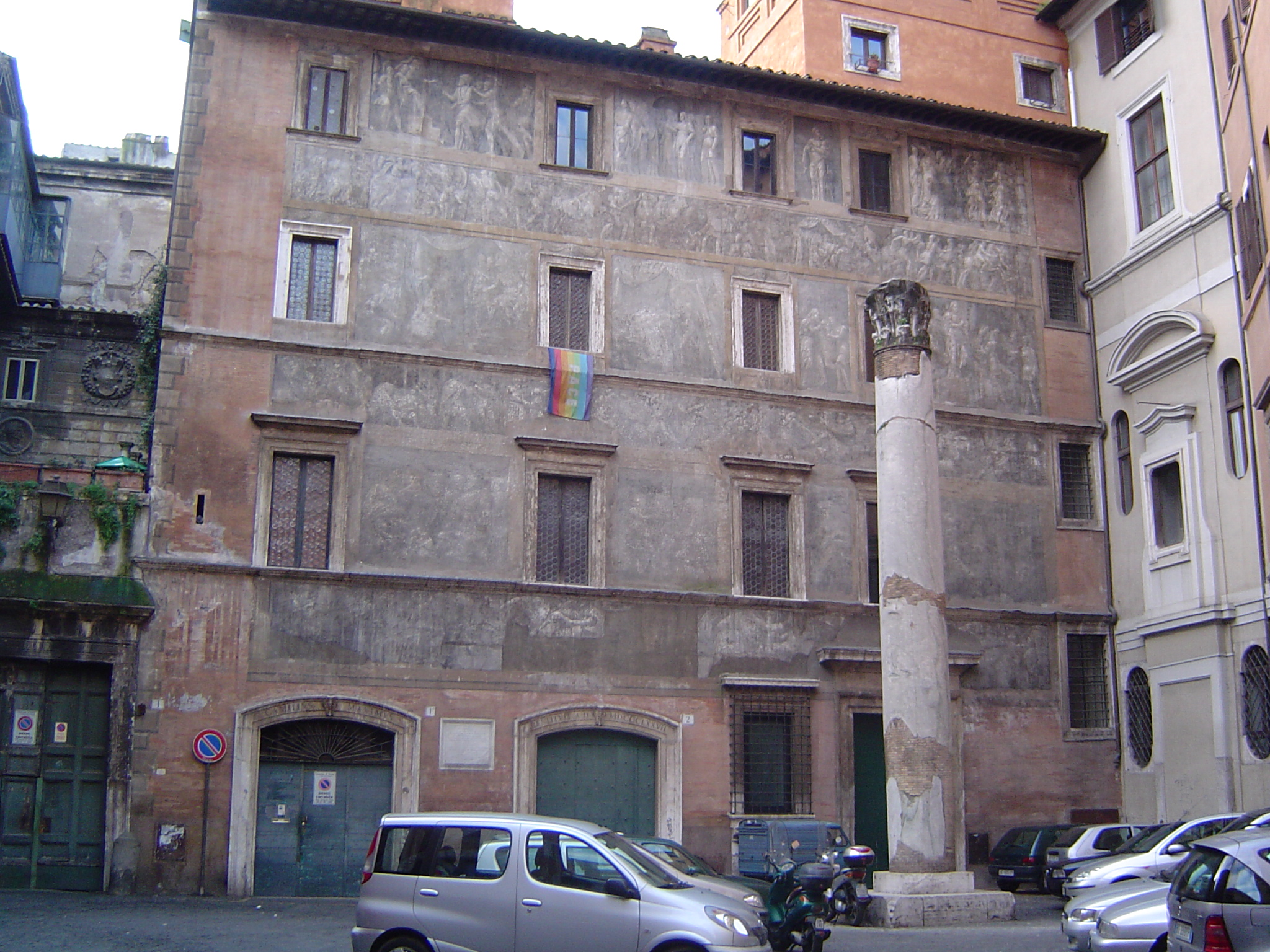
L'unique colonne restante, sur la Piazza dei Massimi.